# Ernani Silva Bruno
Ernani Silva Bruno (Curitiba, 10 de agosto de 1912 — São Paulo, 25 de setembro de 1986) foi um jornalista, intelectual, advogado, historiador e escritor brasileiro, primeiro diretor do Museu da Casa Brasileira (MCB), autor de vasta produção acerca de história do Brasil, na qual se destaca "Histórias e Tradições da Cidade de São Paulo".
Foi nomeado membro da Academia Paulista de Letras no ano de 1983.

## Biografia

### Primeiros anos e formação
Ernani nasceu em Curitiba, capital do estado do Paraná no ano de 1912. Mudou-se com a família para São Paulo - capital do estado de São Paulo - em 1925, com apenas treze anos de idade.
Posteriormente em 1937, terminou seus estudos no curso de Direito na Faculdade de Direito da Universidade de São Paulo (FDUSP) vinculado a Universidade de São Paulo (USP).  Em paralelo a sua formação colaborou como jornalista, ao lado de nomes como Luís da Câmara Cascudo, Gustavo Barroso, Hélio Viana, entre outros, nos periódicos A Ofensiva, do Rio de Janeiro, e no Acção, em São Paulo, ambos ligados à Ação Integralista Brasileira (AIB), fechados pela Ditadura Varguista. No movimento Integralista, também participou de comícios, passeatas, reuniões e demais eventos do partido, chegando inclusive a suceder Miguel Reale no cargo de Secretário Nacional de Doutrina e Estudos.

### Carreira
No fim da década de 1930, publicou diversas crônicas com conteúdo de crítica ao Estado Novo, sob o pseudônimo de Cosme Velho. No começo dos anos 40 foi nomeado redator do serviço público estadual a despeito de sua posição contrária à política getulista. Dentre os anos de 1940 e 1960, atuou como jornalista nos principais jornais de São Paulo como o Estado de São Paulo, Folha da Manhã e Diário de São Paulo.
Seus artigos escritos entre 1960 e 1962 para o Diário de São Paulo, foram posteriormente reelaborados para o livro Viagem ao País dos Paulistas, obra que lhe garantiu o prêmio Otávio Tarquínio de Souza.  Para esta obra, Ernani Silva Bruno coletou antigos testamentos, cartas, atas de câmaras, relatos de viajantes para detalhar as minúcias da colonização do estado de São Paulo, lidando ao mesmo tempo com a vida privada dos cidadãos e os principais assuntos políticos e econômicos.
Em 1970 foi convidado para dirigir o Museu da Casa Brasileira (MCB), onde ficou até 1979. Foi o primeiro diretor do Museu da Casa Brasileira. Sob a sua coordenação, formou-se um grupo de pesquisadores dedicado à leitura de documentos coloniais, como a coleção de inventários e testamentos, Autos da Devassa da Inconfidência Mineira, obras dos primeiros cronistas dos primeiros séculos, literatura de viajantes, romancistas e memorialistas, principalmente do século XIX. Coletadas, classificadas, foram transportadas para fichas, gerando um fichário que hoje leva seu nome. É um acervo de aproximadamente vinte e oito mil fichas.
No dia de 8 de Novembro de 1983, ele passaria a fazer parte da Academia Paulista de Letras, ocupando a cadeira de número 17. Distinguiu-se pela renovação, entusiasmo e trabalho que prestou à esta academia.

## Morte
Ernani morreu no dia 25 de Setembro de 1986, aos 73 anos vitima de um infarto durante reunião semanal da academia.